# 中陽県
中陽県（ちゅうよう-けん）は中華人民共和国山西省呂梁市に位置する県。

## 歴史
戦国時代には趙により中陽邑が設置されていた。前漢が成立する中陽県が設置されている。
後漢になると中陽県は廃止され離石県に編入されたが、南北朝時代になると北周により平夷県として再設置、1195年（明昌6年）には金朝により寧郷県、1914年（民国3年）には中陽県と改称された。
1958年に離石県に編入されたが、1960年に再設置され現在に至る。

## 行政区画
- 鎮:寧郷鎮、金羅鎮、枝柯鎮、武家荘鎮、暖泉鎮
- 郷:下棗林郷